# Stompstaarteekhoorn
De stompstaarteekhoorn (Aplodontia rufa)  is een zoogdier uit de familie van de stompstaarteekhoorns (Aplodontiidae). De wetenschappelijke naam van de soort werd voor het eerst geldig gepubliceerd door Constantine Samuel Rafinesque in 1817.

## Kenmerken
De rugvacht is zwart tot roodbruin, de buikvacht is geelbruin. Onder elk oor bevindt zich een witte vlek. De lichaamslengte bedraagt 30 tot 46 cm, de staartlengte 2 tot 4 cm en het gewicht 0,8 tot 1,5 kg.

## Leefwijze
Deze solitair levende knaagdieren, door de inheemse bevolking ook wel "sewellel"  genoemd, graven hun tunnels en holen onder omgevallen bomen en zijn dus veelvuldig aanwezig op plaatsen waar wordt gekapt. Hun tunnels leiden direct naar hun voedselbronnen, zoals boombast, twijgen, uitlopers en malse kruiden. Ze leggen hiermee ook voorraden aan. Het zijn goede klimmers, die regelmatig jonge boompjes vernielen.

## Verspreiding
Deze soort komt voor in bergachtige streken langs de zeekusten van Zuidwest-Canada en de noordwestelijke VS.

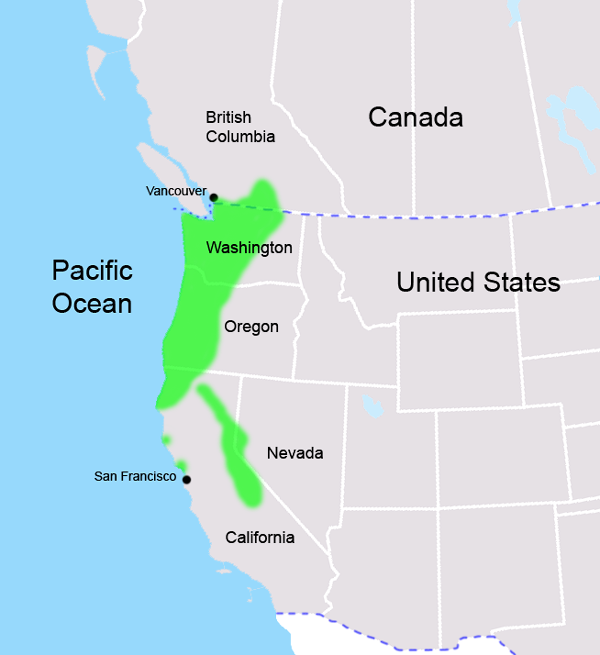
Verspreidingsgebied van de stompstaarteekhoorn